# Jonathan Milan
Jonathan Milan [džónatan mílan], italijanski kolesar, * 1. oktober 2000, Tolmeč, Videm.

## Športna kariera
Po treh sezonah pri ASD Sacilese iz Sacila (ena med »allievi« in dve med »juniores«) je leta 2019 debitiral v kategoriji do 23 let pri ekipi Cycling Team Friuli, Continental ekipi iz Vidma.